# Vittjärnen (Säbrå socken, Ångermanland)
Vittjärnen är en sjö i Härnösands kommun i Ångermanland och ingår i Gådeån-Indalsälvens kustområde.